# Jeux mondiaux urbains

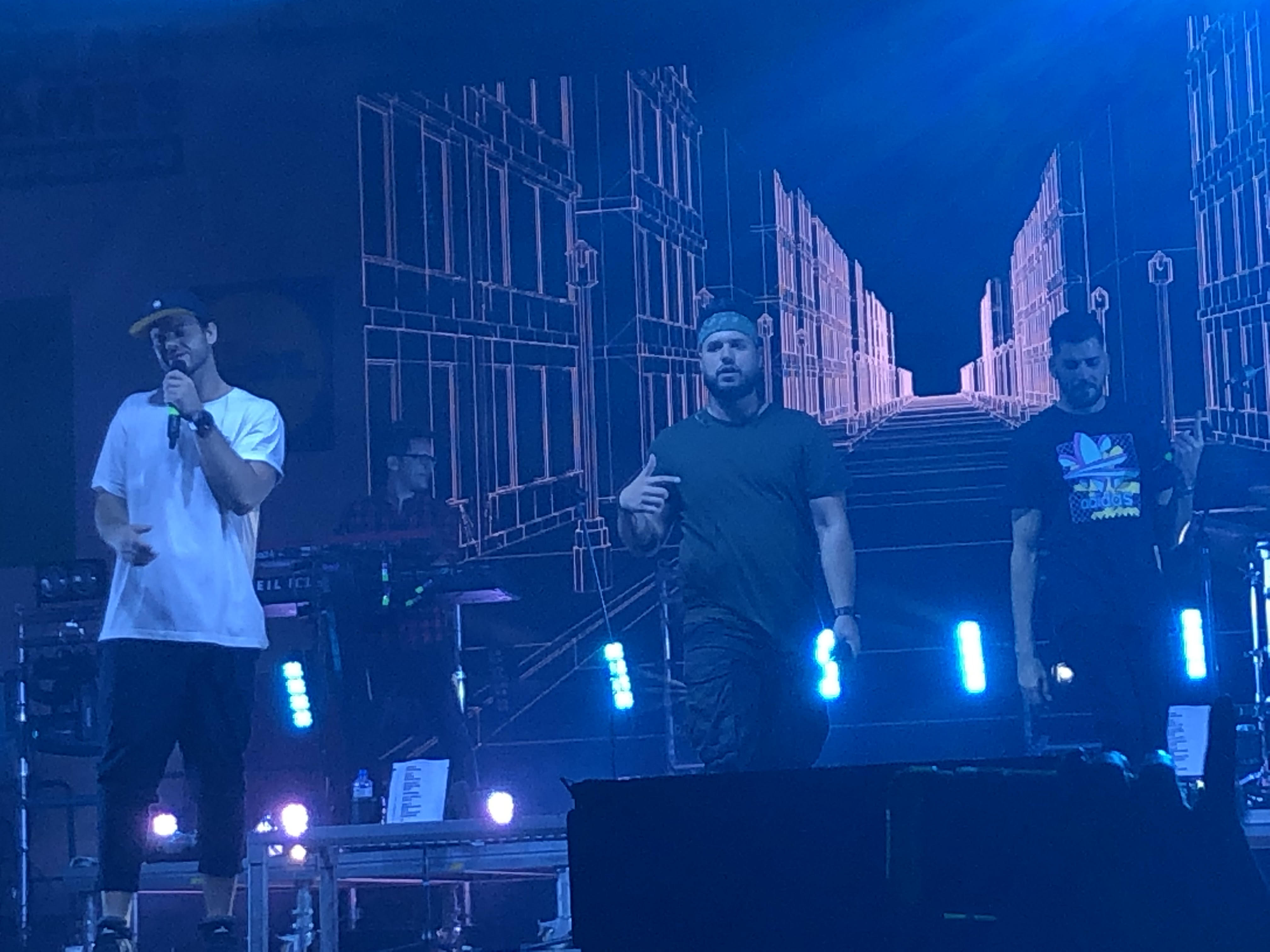
Image d'un concert à l'occasion des Jeux mondiaux urbains de 2019 à Budapest.

Les Jeux mondiaux urbains (World Urban Games en anglais) sont un événement multisport, regroupant des disciplines de sport urbain qui se déroulent  dans la rue au cœur de la ville. Ils sont organisés par l'Association mondiale des fédérations internationales de sport et non par l'Association internationale des Jeux mondiaux qui organise elle les jeux mondiaux.

## Historique
Le concept de Jeux mondiaux urbain a été lancé par le président de la GAISF Patrick Baumann qui souhaitait « un festival de cinq jours associant sports, musique et culture nouvelle génération » à l'image des jeux olympiques de la jeunesse de 2018 qui s'étaient tenu à Buenos Aires. Les sports comme le basket-ball 3×3, le BMX freestyle, le breakdance ou le skateboard sont des sports récents qui sont petit à petit reconnus comme disciplines olympiques.
C'est tout d'abord la ville de Los Angeles qui est retenu en novembre 2018 pour accueillir les deux premiers événements en 2019 et 2021. Cependant, en mars 2019, l'association annonce que ce sera Budapest la ville hôte après des désaccords sur le programme à retenir.
La seconde édition devait initialement être programmé en 2021 mais, à cause de la Pandémie de Covid-19 a été repoussé en 2023
La fédération organisatrice GAISF est dissoute le 29 novembre 2022 sur décision de l'assemblée générale convoquée en séance extraordinaire.

## Sites
- 2019 : Budapest, Hongrie

## Sports
Sports officiels
- basket-ball 3×3
- BMX freestyle
- breakdance
- Ultimate freestyle
- Parkour
- Roller acrobatique

Sports de démonstration
- laser-run[8]
- Aviron indoor.